# Charles De Vogelaere
Charles De Vogelaere, né le 16 novembre 1933 et mort le 18 avril 2017 à Laeken (Bruxelles) en Belgique, est un footballeur international belge actif durant les années 1950 et 1960. Il occupe le poste de défenseur latéral droit et est surtout connu pour les huit saisons qu'il passe au RSC Anderlecht, remportant trois titres de champion de Belgique.

## Biographie

### En club
Charles De Vogelaere fait ses débuts avec l'équipe fanion du Sporting Anderlecht en 1953. Il s'impose dans la défense bruxelloise au poste d'arrière droit et décroche deux titres consécutifs de champion de Belgique au terme de ses deux premières saisons avec l'équipe. Bien que l'équipe ne remporte plus de trophée durant trois ans, ses bonnes prestations lui valent d'être appelé en équipe nationale belge en 1958. Il ajoute ensuite un troisième titre de champion à son palmarès en 1959 et découvre la saison suivante la Coupe des clubs champions, où le Sporting anderlechtois est éliminé dès le tour préliminaire par les Glasgow Rangers. Il joue encore deux ans avec les « Mauves et blancs » puis quitte le club en 1961 pour rejoindre le voisin de l'Union saint-gilloise.
Après s'être battu pour le titre durant huit ans, Charles De Vogelaere découvre la lutte pour le maintien. Loin de son glorieux passé, l'Union ne peut éviter la descente en 1963, après avoir atteint les huitièmes de finale de la Coupe des villes de foires. L'équipe décroche le titre douze mois plus tard et remonte parmi l'élite, pour en être reléguée après une seule saison. Le joueur reste malgré tout au club et après trois saisons en Division 2, il peut remonter en première division. Charles De Vogelaere joue une dernière saison au plus haut niveau national avant de mettre un terme à sa carrière de joueur en 1969.
Charles De Vogelaere meurt le 28 avril 2017 à l'âge de 83 ans.

### En sélections nationales
Charles De Vogelaere compte trois convocations en équipe nationale belge, mais pour un seul match disputé. Appelé le 26 mai 1958, il reste sur le banc durant toute la rencontre amicale contre la Suisse. Il joue un match amical contre les Pays-Bas le 28 septembre de la même année. Il est encore convoqué pour une partie amicale contre la Hongrie le 23 novembre mais ne quitte pas le banc des remplaçants.

## Statistiques

### En club
| Saison                | Club                  | Championnat           | Championnat | Championnat | Coupe(s) nationale(s) | Coupe(s) nationale(s) | Compétition(s) continentale(s) | Compétition(s) continentale(s) | Compétition(s) continentale(s) | Total | Total |
| Saison                | Club                  | Division              | M.          | B.          | M.                    | B.                    | Comp.                          | M.                             | B.                             | M.    | B.    |
| 1953-1954             | RSC Anderlecht        | Division 1            | -           | -           | -                     | -                     | -                              | 0                              | 0                              | 0     | 0     |
| 1954-1955             | RSC Anderlecht        | Division 1            | -           | -           | -                     | -                     | -                              | 0                              | 0                              | 0     | 0     |
| 1955-1956             | RSC Anderlecht        | Division 1            | -           | -           | -                     | -                     | -                              | 0                              | 0                              | 0     | 0     |
| 1956-1957             | RSC Anderlecht        | Division 1            | -           | -           | 0                     | 0                     | -                              | 0                              | 0                              | 0     | 0     |
| 1957-1958             | RSC Anderlecht        | Division 1            | -           | -           | 0                     | 0                     | -                              | 0                              | 0                              | 0     | 0     |
| 1958-1959             | RSC Anderlecht        | Division 1            | -           | -           | 0                     | 0                     | -                              | 0                              | 0                              | 0     | 0     |
| 1959-1960             | RSC Anderlecht        | Division 1            | -           | -           | 0                     | 0                     | C1                             | 2                              | 0                              | 2     | 0     |
| 1960-1961             | RSC Anderlecht        | Division 1            | -           | -           | 0                     | 0                     | -                              | 0                              | 0                              | 0     | 0     |
| Sous-total            | Sous-total            | Sous-total            | -           | -           | -                     | -                     | -                              | 2                              | 0                              | 2     | 0     |
| 1961-1962             | Union saint-gilloise  | Division 1            | -           | -           | 0                     | 0                     | C3                             | 1                              | 0                              | 1     | 0     |
| 1962-1963             | Union saint-gilloise  | Division 1            | -           | -           | 0                     | 0                     | C3                             | 5                              | 0                              | 5     | 0     |
| 1963-1964             | Union saint-gilloise  | Division 2            | -           | -           | 0                     | 0                     | -                              | 0                              | 0                              | 0     | 0     |
| 1964-1965             | Union saint-gilloise  | Division 1            | -           | -           | 0                     | 0                     | -                              | 0                              | 0                              | 0     | 0     |
| 1965-1966             | Union saint-gilloise  | Division 2            | -           | -           | 0                     | 0                     | -                              | 0                              | 0                              | 0     | 0     |
| 1966-1967             | Union saint-gilloise  | Division 2            | -           | -           | 0                     | 0                     | -                              | 0                              | 0                              | 0     | 0     |
| 1967-1968             | Union saint-gilloise  | Division 2            | -           | -           | 0                     | 0                     | -                              | 0                              | 0                              | 0     | 0     |
| 1968-1969             | Union saint-gilloise  | Division 1            | -           | -           | 0                     | 0                     | -                              | 0                              | 0                              | 0     | 0     |
| Sous-total            | Sous-total            | Sous-total            | -           | -           | -                     | -                     | -                              | 6                              | 0                              | 6     | 0     |
| Total sur la carrière | Total sur la carrière | Total sur la carrière | 1           | -           | -                     | -                     | -                              | 8                              | 0                              | 9     | 0     |

### En sélections nationales
Le tableau ci-dessous reprend toutes les sélections de Charles De Vogelaere. Les matches qu'il ne joue pas sont indiqués en italique. Le score de la Belgique est toujours indiqué en gras.
| Date       | Compétition  | Adversaire | Lieu     | Score | Remarque |
| ---------- | ------------ | ---------- | -------- | ----- | -------- |
| 26/05/1958 | Match amical | Suisse     | Zurich   | 0-2   |          |
| 28/09/1958 | Match amical | Pays-Bas   | Anvers   | 2-3   |          |
| 23/11/1958 | Match amical | Hongrie    | Budapest | 3-1   |          |

## Palmarès
- Trois fois champion de Belgique en 1954, 1955 et 1959 avec le RSC Anderlecht.
- Champion de Belgique de Division 2 en 1964 avec la Royale Union saint-gilloise.